# Compañía Vinícola del Norte de España
La Compañía Vinícola del Norte de España (C.V.N.E.) es una bodega familiar que se fundó en 1879 en la localidad riojana de Haro, en España. Está 
dentro de la clasificación de Denominación de Origen Calificada Rioja.
Desde su fundación la empresa ha mantenido su carácter familiar (es ya la 5.ª generación) y se ha enfocado en la elaboración y crianza de vinos.Está compuesta por 8 bodegas, C.V.N.E. (D.O.Ca Rioja), Imperial (D.O.Ca Rioja), Viña Real (D.O.Ca Rioja), Viñedos del Contino (D.O.Ca Rioja), Roger Goulart (Cava); Virgen del Galir (D.O.Valdeorras), Bela (D.O.Ribera del Duero) y LA VAL (D.O.Rías Baixas), además del Castillo de Davalillo (San Asensio, La Rioja) que pasó a formar parte de C.V.N.E. en 2019. 
C.V.N.E. cuenta con 1,000 hectáreas de viñedos logrando así ser la bodega con mayor dimensión en cuanto a viña en España. Además de ser una marca líder en el mercado español, es un referente mundial en excelencia y calidad y sus vinos son embajadores de la marca España en todo el mundo.

## Historia
A mediados del siglo XIX se produce la pérdida de las plantaciones de vid francesas por una importante plaga de filoxera, lo que provoca una búsqueda, por parte de los viticultores franceses, de lugares alternativos para la producción vinícola. Haro, centro de una zona donde la producción de vino era tradicional, con una buena tierra, un buen clima y una buena conexión ferroviaria se muestra como una zona prioritaria y óptima para ello. 
En 1879 los hermanos bilbaínos Raimundo y Eusebio Real de Asúa junto al enólogo riojano, Isidro Corcuera del Campo, funda en el barrio de la estación de Haro la Compañía Vinícola del Norte de España que comienza la producción vinícola con el saber hacer francés. En poco logra un buen producto que es galardonado en varios certámenes internacionales (1885 Medallas Plata y Bronce - Exposición Universal Amberes. 1888 Medalla de Oro - Exposición Internacional Barcelona. 1889 Medalla de Oro - Exposición Internacional París. 1890 Medalla de Oro – Exposición Internacional Amberes.).

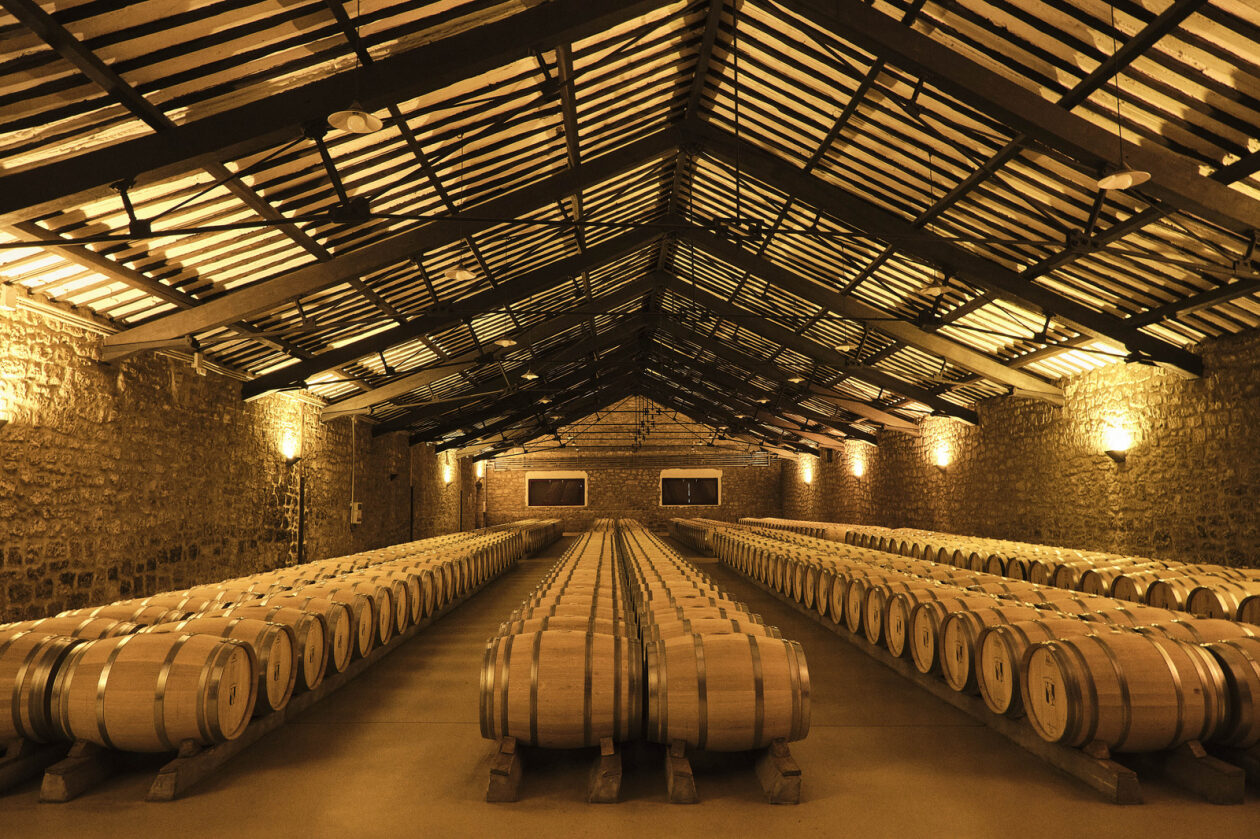
Nave Eiffel

En 1890 encarga al estudio de Aleixandre Gustave Eiffel la construcción de una nave de bodega diáfana y amplia que siguiera el estilo tradicional. Eiffel concluye  el encargo en 1909 con una imponente estructura con una innovadora fórmula de sujeción, que supuso una auténtica revolución espacial. Sin columnas, el techo se sostiene mediante cerchas metálicas, que van de pared a pared. 
En 1915 nace Monopole, un vino joven, pálido, seco, fresco y afrutado, que marcó un antes y un después de la historia de la bodega. Se convierte en la primera marca de vino blanco en registrarse.
En 1940 se construye una nave de vinificación en hormigón que sería la primera de toda La Rioja. En 1973, a través de Viñedos del Contino, C.V.N.E. pone en marcha una bodega al estilo de los “château” franceses.
En 1989 se pone en marcha la primera nave de vinificación no agresiva a través del uso de la gravedad en el transporte del mosto en España. En 1994 lanzan el vino "Real de Asúa" en honor a los fundadores. 
En 2004, el grupo inaugura la nueva bodega la Viña Real con un edificio relevantearquitectónicamente, obra del arquitecto Philippe Mazieres y equipada con tecnología de vanguardia, para convertirse en el hogar de los viños Viña Real, marca nacida en los años 20. 
Al año siguiente, se construye la bodega Imperial dentro de C.V.N.E., una bodega autónoma dentro de la gran bodega, con tinas de roble francés y pequeños depósitos de cemento forrados de cristal.

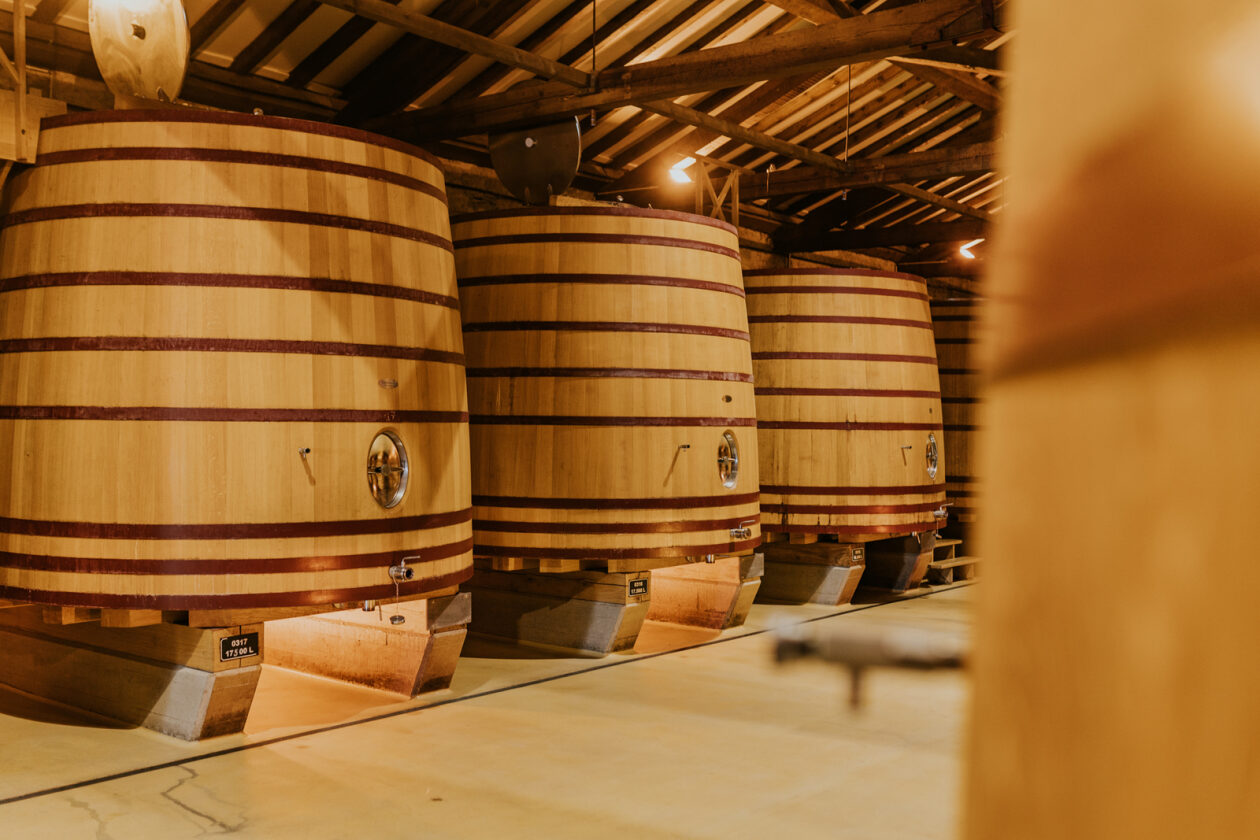
Bodega Real de Asúa

En el año 2013 el vino "Imperial Gran Reserva 2004" es nombrado  #1 en el ranking Top 100 Wine Spectator de la revista estadounidense Wine Spectator. Se convierte así en el primer vino español en conseguirlo. Además, C.V.N.E. obtiene la Doble Huella Ambiental al calcular la huella de carbono y la huella hídrica en la elaboración del vino "Cune Crianza".
En 2014 C.V.N.E. irrumpe en el mercado japonés adquiriendo la distribuidora Mikuni Wines. En 2015 C.V.N.E. recibe el premio a mejor productor de vino de España en 2015 que otorga IWSC.
En 2017 C.V.N.E. adquiere la bodega especializada en cava Roger Goulart, pionera en el método tradicional de producción de vino espumoso en España y fundada en 1882.
En el año 2018 C.V.N.E. compra la bodega "Virgen del Galir" situada en la localidad Orensana de  Éntoma  dentro de la Denominación de Origen Valdeorras y fundada en 2002.
En el año 2019 fundan la bodega Bela en Ribera del Duero, en honor  a la familia de los fundadores (Bela era  el apodo de Sofía, una de las hijas de  Eusebio Real de Asúa, bisabuela de los actuales responsables).
En marzo de 2023, C.V.N.E. formaliza la incorporación de Bodegas LA VAL situada en Salvatierra de Miño (Rías Bajas). Fundada en 1985, fue una de las pioneras en la elaboración de Albariño e impulsora de la creación de la Denominación de Origen Rías Baixas.

## Bodegas

### C.V.N.E.

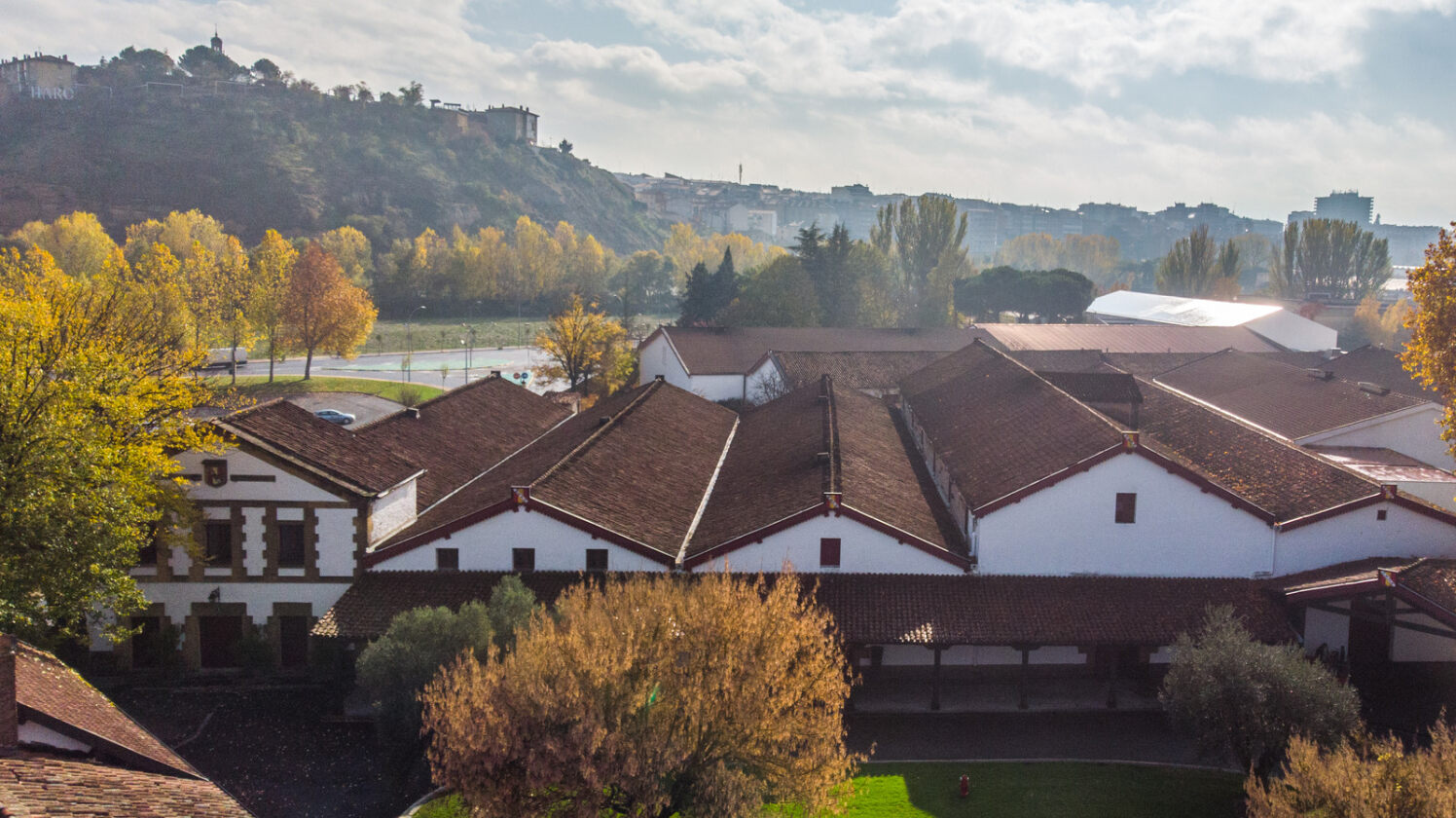
Bodegas C.V.N.E.

Se trata de la bodega que dio origen a la compañía y que mantiene aún su emplazamiento originario en el  Barrio de la Estación, dentro de la ciudad de Haro. Fundada en 1879, se configuró a lo largo de los años a través de varios edificios, distribuidos alrededor de un patio central. Entre sus espacios, destacan por ejemplo, la nave Eiffel,  obra del estudio del célebre ingeniero Gustave Eiffel que supuso una revolución arquitectónica al no contar con columnas, o la Nave fundacional la más antigua de la bodega. 

### Imperial
La bodega Imperial es una pequeña y singular bodega autónoma y artesanal dentro de las instalaciones originarias de C.V.N.E., en Haro, donde comienza la historia de la compañía. Aquí se produce el vino buque insignia de la bodega, que tan solo se elabora cuando se producen cosechas excepcionales. La elaboración del vino se realiza bajo un riguroso control de calidad, con un seguimiento individualizado por terruños y de la forma más artesanal posible. 

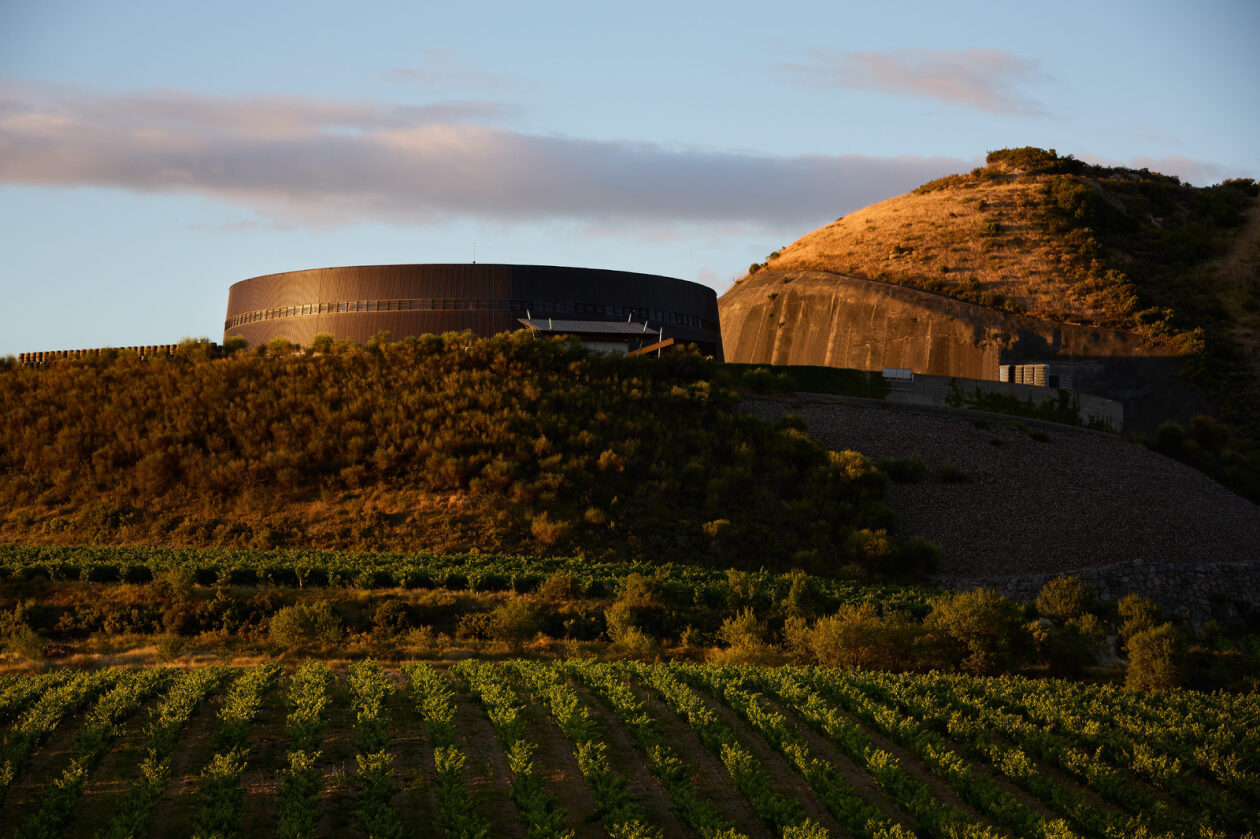
Viña Real

### Viña Real
La Bodega Viña Real, ubicada a 10 minutos de Logroño, es obra del arquitecto francés Philippe Mazieres. Inaugurada en 2004 por el rey Juan Carlos I, está situada encima del Cerro de la Mesa. La marca como tal fue creada por C.V.N.E.  en 1920 como apuesta por los vinos de Rioja Alavesa. Fue la primera bodega de España adaptada íntegramente para invidentes y discapacitados visuales mediante una señalización especializada para permitirles una visita completa a la bodega.Esta bodega cuenta con dos cavernas destinadas al almacenaje que albergan más de 14.000 barricas.

### Viñedos del Contino

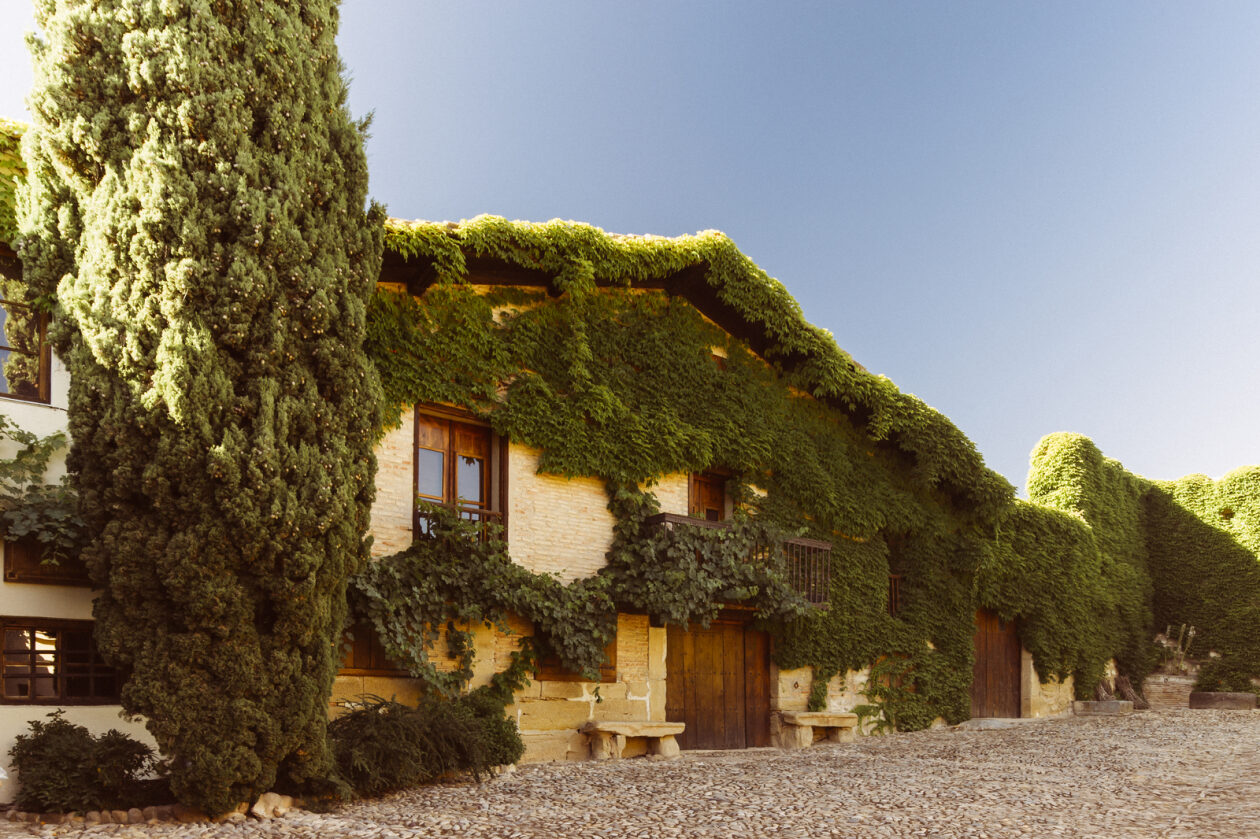
Viñedos del Contino

Viñedos del Contino forma un conjunto en el que se integran viñedos y vinos. Está establecido alrededor de una antigua casa solariega, en un meandro del Ebro. Sus vinos se obtienen únicamente de las viñas plantadas en sus 62 hectáreas que combinan diferentes suelos, alturas y variedades de uva, situadas en Laserna, en tierras de Laguardia (Rioja Alavesa). La bodega cuenta con un sistema individualizado de recolección de uvas, procedentes únicamente de las mismas viñas que rodean la casa solariega y la personalidad de cada vino queda marcada por la procedencia de su parcela. Contino instauró en Rioja en 1973 el concepto de “chateau” bordelés junto a un olivo milenario, consiguiendo así ser el único y pionero en importar este estilo de bodega y de hacer vino en España.

### Roger Goulart

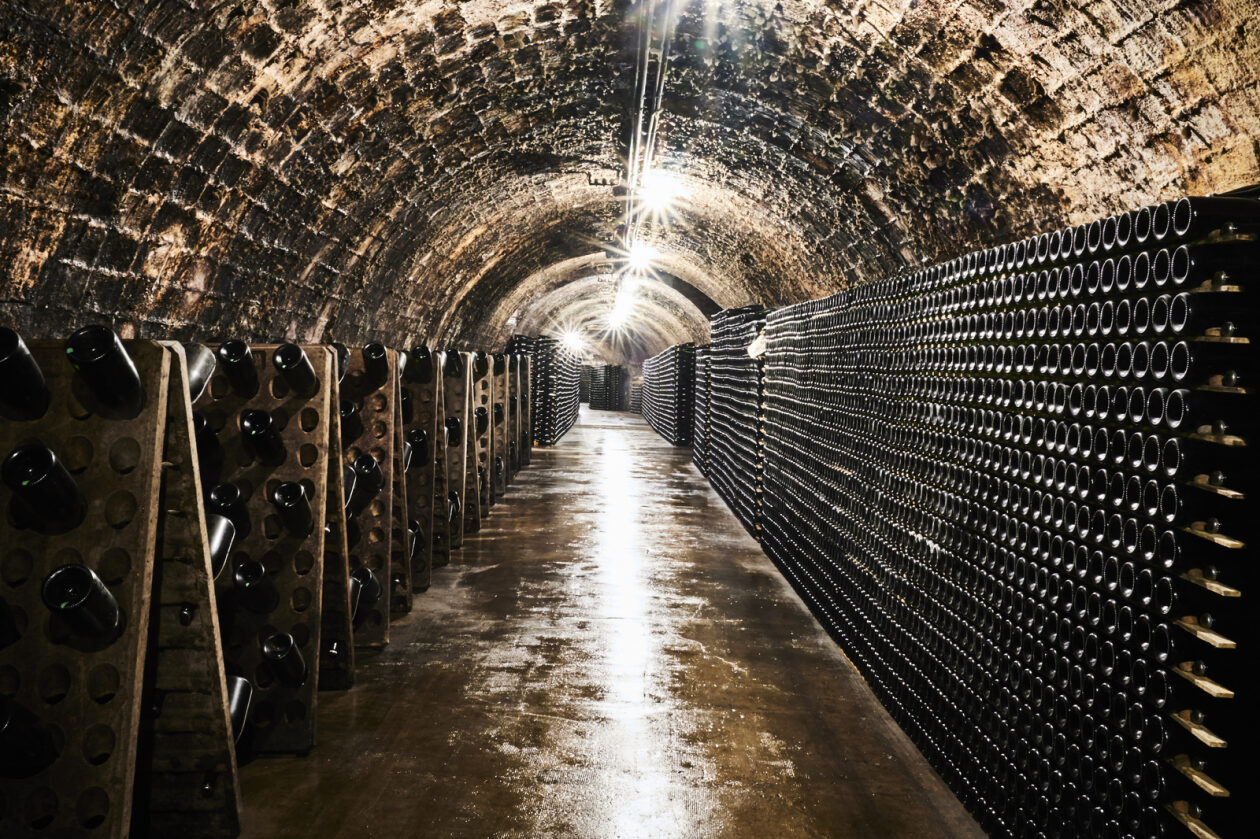
Roger Goulart

Enclavada en la zona vitícola del Penedès (Cataluña), los orígenes de la bodega remontan a finales del siglo XIX. 140 años más tarde, y tras ser conocidas como las “catedrales del cava” forman parte del grupo CVNE desde 2017. Cuenta con unas instalaciones dedicadas exclusivamente a la elaboración de cavas naturales por el método tradicional. Bajo la bodega se excavó un impresionante conjunto de galerías subterránea a 30 metros que atesoran unas condiciones de temperatura y humedad únicas para la elaboración de vinos de alta expresión, consiguiendo así proporcionar de manera natural y constante las condiciones idóneas para la fermentación en botella de cavas de alta calidad.  

### Virgen del Galir
La bodega Virgen del Galir está situada en el valle del río Galir, en tierras de Éntoma (Ourense). Bodega tradicional conocida por los vinos blancos de Godello, prima la elaboración de caldos con mimo y cuidado. Debido a una peculiar forma de cultivo heredada de los romanos, sus 20 hectáreas de viñedos están dispuesta en bancales, a más de 600 metro de altitud y con un desnivel del 40%, consiguiendo con esto lograr vinos con un marcado carácter.  

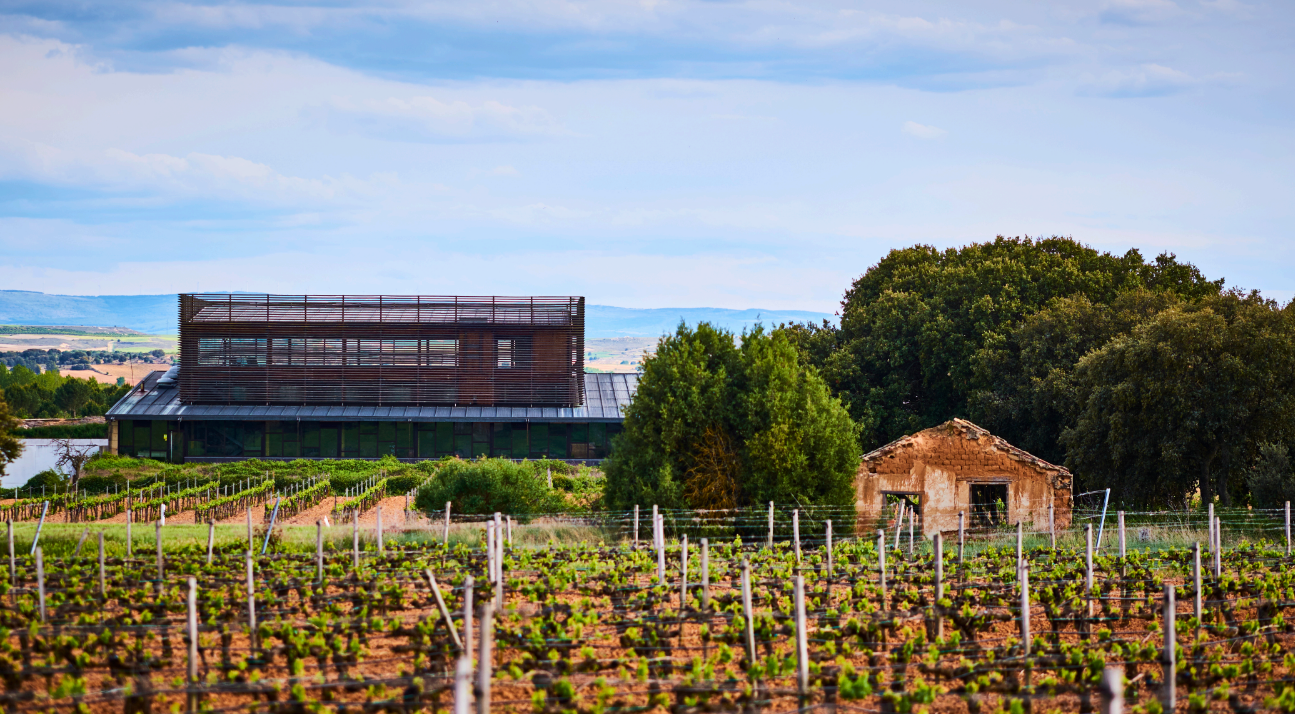
Bela

### Bela
Ubicada en Villalba de Duero, la bodega se inauguró oficialmente en octubre de 2021 y cuenta con más de 6.000 m² de instalaciones donde destaca la sala de barricas subterránea, capaz de dar cobijo hasta a 10.000 barricas. En este proyecto nuevo basado en el viñedo en propiedad en distintos pueblos de la zona, se conjugan los elementos necesarios para crear un lugar único para la elaboración y crianza de vinos singulares que representan su origen.

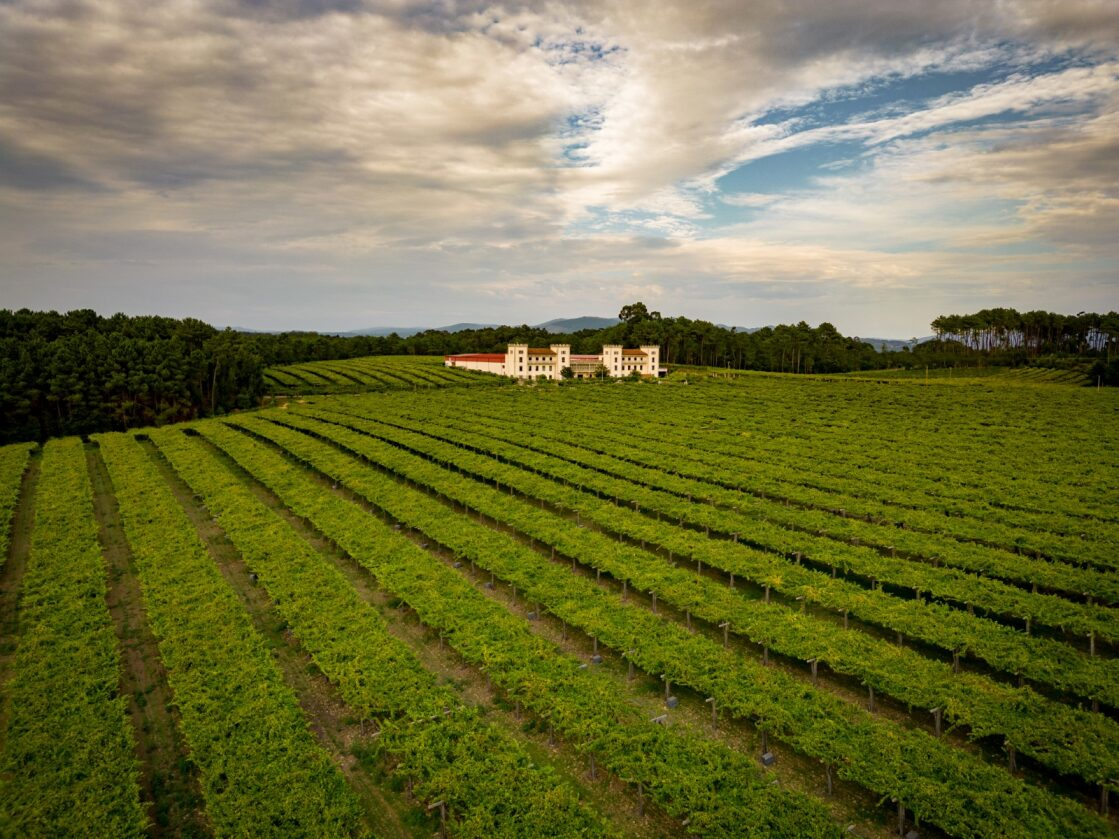
LA VAL

Esta bodega es un homenaje a los antepasados de la familia de CVNE, el nombre de la bodega hace honor a Sofía, hija del cofundador de la bodega en el año 1879 a quien en el entorno familiar la llamaban “Bela”. 

### LA VAL
Bodegas LA VAL data de 1985 y es una de las bodegas pioneras en la elaboración de vinos de la variedad Albariño, característico de las Rías Bajas y de la Denominación de Origen a la que da nombre. Esta bodega es una de las más relevantes del sector en Rías Baixas y cuenta con más de 90 hectáreas propias de viñedos. LA VAL situada en Salvatierra de Miño, en el Condado de Tea, se incorporó al grupo C.V.N.E. en marzo de 2023. 

## El Castillo de Davalillo
C.V.N.E. adquirió el Castillo de Davalillo en 2019 con el objetivo de recuperarlo y darle un uso cultural y turístico innovador y único. Así, la compañía se encargará de rehabilitarlo íntegramente. Se trata de recuperar un Castillo que estaba en serio peligro de desaparición y convertirlo en un icono que atraiga visitantes y se convierta en un icono del enoturismo en todo su entorno.

## Importadoras propias y distribuidora
C.V.N.E. está presente en el mercado de Japón a través de la importadora japonesa de vinos Mikuni Wine.Por su parte, dispone de tres distribuidoras: Arano(EEUU), CVNE China(China) y Montenegro(España).

## Reconocimientos
- #1 Wine Spectator[9] 2013. Imperial Gran Reserva[10] 2004 fue el primer vino español en alcanzar el primer puesto en este listado.
- Top #8[11] World's Most Admired Wine Brand por la revista británica Drinks International 2021. Y en el puesto #31 en 2023.
- Primera bodega española en recibir 100 puntos Parker[12] para un vino blanco Corona 1939 y 2 vinos tintos Viña Real 1947 y 1959.
- Premio “Travellers’ Choice 2022” de Tripadvisor que sitúa a la bodega entre el 10% de mejores atracciones de todo el mundo.
- Incorporación en el International Wineries for Climate Action[13] (IWCA)
- Medalla de oro en Exposición Internacional de Barcelona (1888), París (1889/1900),  Amberes (1890), Bruseñas (1895)
- Premio a Mejor Productor de Vino de España otorgado por IWSC[14] (2015)